# 馬驥 (1924年)
馬驥（1924年4月29日—1998年2月14日），男，臺灣演員、導演、編劇，曾獲第2屆金馬獎最佳男配角。

## 生平
馬驥生於四川，畢業於南京戲劇專科學校，擅長歌唱。1940年代，他開始演出話劇。1949年，馬驥來台。最初他隸屬於國防部康樂總隊，影劇雙棲。1963年11月他以電影《白雲故鄉》獲得金馬獎最佳男配角，1963年12月又以話劇《旋風》獲得金鼎獎最佳男主角。他曾對媒體表示，舞臺劇才適合自己，拍電影是為了賺錢。
1971年，馬驥加入華視，演出華視第一部單元劇《萬家生佛》。1988年，他自華視退休。晚年旅居美國，作畫自娛。1998年2月14日，他於美國聖荷西老人公寓去世。
2002年，包珈代其先夫郎雄領取金馬獎終身成就獎時，曾致詞感謝已故的老一代「四大天王」曹健、孟元、雷鳴及馬驥，場面感人。

## 導演作品
- 和親睦鄰（1958，舞台劇）

## 編劇作品
- 萬丈光芒（1956，舞台劇）
- 龍虎之家（1956，舞台劇）

## 演出作品

### 電影
- 青城十九俠（1960）
- 刀光劍影（1960）...林野鶴
- 一段情（1962）
- 諜海四壯士（1963）
- 白雲故鄉（1963）
- 西施（1965）...伍子胥
- 天之嬌女（1966）
- 英雄烈女（1966）
- 春歸何處（1967）
- 香港白薔薇（1967）
- 十萬青年十萬軍（1967）
- 曼谷之夜（1967）
- 王寶釧（1967）
- 狂俠（1968）
- 劊子手（1968）
- 青龍鎮（1968）
- 獨腳龍（1968）...夏侯元/獨脚龍
- 破曉時分（1968）
- 掌門人（1968）
- 女羅草（1968）...李文
- 劍王之王（1969）
- 恨你入骨（1969）
- 黑牛與白蛇（1969）
- 姜子牙下山（1969）...姜子牙
- 黑帖（1969）
- 艷俠（1969）
- 響尾追魂鞭（1969）
- 人鬼狐（1969）
- 冬暖（1969）
- 女飛俠（1969）...隱俠古風雲
- 十三妹（1969）
- 驛馬站（1969）
- 武林龍虎鬥（1970）
- 魏徵斬龍（1970）
- 十八羅漢（1970）
- 奪命閻羅（1970）
- 老爺夜總會（1970）
- 長江一號（1970）
- 鬼見愁（1970）...孟亭山
- 盲女勾魂劍（1970）
- 神傘奇俠（1970）
- 包公遊地府（1970）...包公
- 百萬新娘（1970）...周雲臣
- 大遊俠（1970）
- 龍虎風雲（1970）...常嘯天
- 神笛丐俠（1970）
- 二郎神楊戩（1970）
- 劍女幽魂（1971）
- 母親與我（1971）
- 最短的婚禮（1971）
- 鬼見愁決鬧鬼見愁（1971）
- 豪俠霍元甲（1971）
- 勢不兩立（1971）
- 拼命娘子（1971）
- 歡天喜地（1971）
- 最長的約會（1971）
- 新羅生門（1971）
- 黑白道（1971）
- 頭條好漢（1971）
- 龍虎過江（1972）
- 洞房奇譚（1972）
- 縱橫天下（1972）
- 霸王拳（1972）
- 以毒攻毒（1972）
- 驚天動地（1972）
- 獨臂拳王（1972）
- 血豹（1972）
- 馬素貞報兄仇（1972）
- 黑豹（1973）
- 虎拳（1973）
- 潮州功夫（1973）
- 趕盡殺絕（1973）
- 鐵拳爭霸（1973）
- 女英雄飛車奪寶（1973）
- 惡霸（1973）
- 唐人票客（1973）
- 黃金賭客（1973）
- 兩虎惡鬥（1974）
- 大小遊龍（1974）
- 大鐵牛（1974）
- 鬼琵琶（1975）
- 糊塗小子甜姑娘（1975）
- 虎鶴雙形（1976）
- 日落紫禁城（1976）
- 中原鏢局（1976）
- 風雨雙流星（1976）
- 上海灘（1977）
- 神拳大戰快鎗手（1977）
- 魔鬼怪鷹（1977）
- 九玫龍（1977）
- 唐山大兄2（1977）
- 鐵馬騮（1977）
- 飄香劍雨（1977）...三心神君
- 劍花煙雨江南（1977）
- 古劍英魂（1978）
- 鳳指神腿天佛掌（1978）
- 幽靈神功（1978）
- 一代天嬌（1979）
- 火燒紅蓮寺（1979）
- 醉魚醉蝦醉螃蟹（1979）
- 離別鈞（1980）
- 千王鬥千后（1981）
- 決戰天門（1993）
- 雲雨生死戀（1993）

### 電視劇
- 雷嶺風雲（1966，教育電視台）
- 萬家生佛（1971，華視）
- 婚姻的故事（1973，華視）
- 大路（1973，中視）
- 包青天（1974年，華視 飾演龐太師）
- 一代暴君（1974，中視）
- 四大美人（1975，華視）
- 江南遊（1980，華視）
- 煙雨江南（1983，華視）
- 藍與黑（1985，華視）

### 舞台劇
- 漢光武（1953）
- 岳飛（1954）
- 萬丈光芒（1956）
- 天倫淚（1958）
- 藝壇狂想曲（1959）
- 癡漢豔女（1960）
- 旋風（1963）

## 外部連結
- 馬驥在互联网电影资料库（IMDb）上的資料（英文）（英文）
- 馬驥在香港影庫上的簡介